# 1re session du Comité du patrimoine mondial
La 1re session du Comité du patrimoine mondial a eu lieu du 27 juin 1977 au 1er juillet 1977 à Paris, en France.

## Participants
Ce sont les 14 membres du Comité dont le mandat était en cours en 1977.
- Allemagne de l'Ouest (1976-1978) : Georg Moersch et Hermann GrUndel
- Australie (1976-1983) : Derek John Mulvaney et Barbara Barry de Longchamp
- Canada (1976-1978) : Peter H. Bennett, Thomas E. Lee, Richard Apted, Bernard Ouimet et Maria Raletich-RaJicic (Observatrice)
- Égypte (1976-1983) : Shehata Adam
- Équateur (1976-1983) : Rodrigo Pallares
- États-Unis (1976-1980) : David F. Hales, Robert R. Garvey Jr., Robert C. Milne et Constantine Warvariv
- France (1976-1978) : Jean Salusse et Michel Parent
- Ghana (1976-1980) : Richard Nunoo et  Boniface Atepor
- Iran (1976-1980) : Firouz Bagherzadeh, Cyrus E111an, Féreydoun Ardalan, Mohsene Foroughi et Tschangu1z Pahlavan
- Irak (1976-1983) : Fuad Safar et T. Adil Naji
- Nigeria (1976-1980) : Ekpo O. Eyo et F. O. Iheme
- Pologne (1976-1978) : Krzysztof r Pawlowski
- Sénégal  (1976-1978) : Amadou Lamine Sy et Doudou Diene
- Tunisie (1976-1983) : Abdelazlz Daoulatli

Par ailleurs, était également présent un représentant du pays suivant :
- Yougoslavie : Milan Prelog

## Liste du patrimoine mondial
Lors de la 1re session du Comité du patrimoine mondial en 1977, aucun site n'était encore inscrit ; aucun bien ne fut inscrit dans le cadre de cette session, destinée principalement à établir les règles de fonctionnement du comité et la gestion de la future liste. 
Le premier site sera inscrit seulement en 1978.